# Szpaler

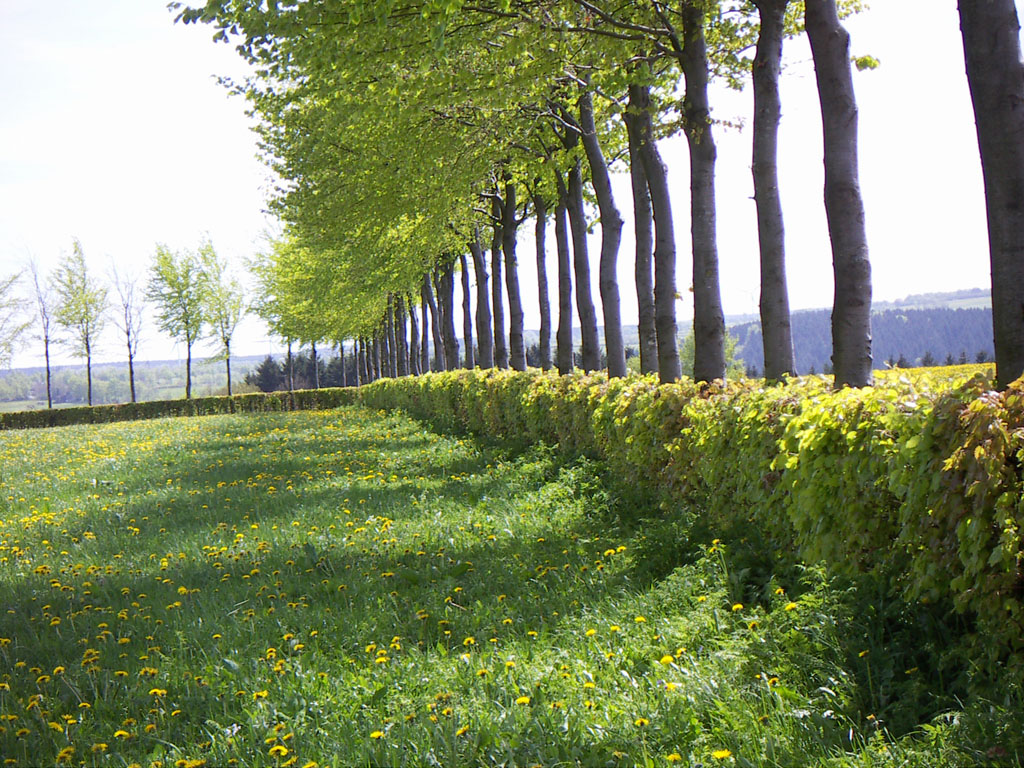
Szpaler przydrożny

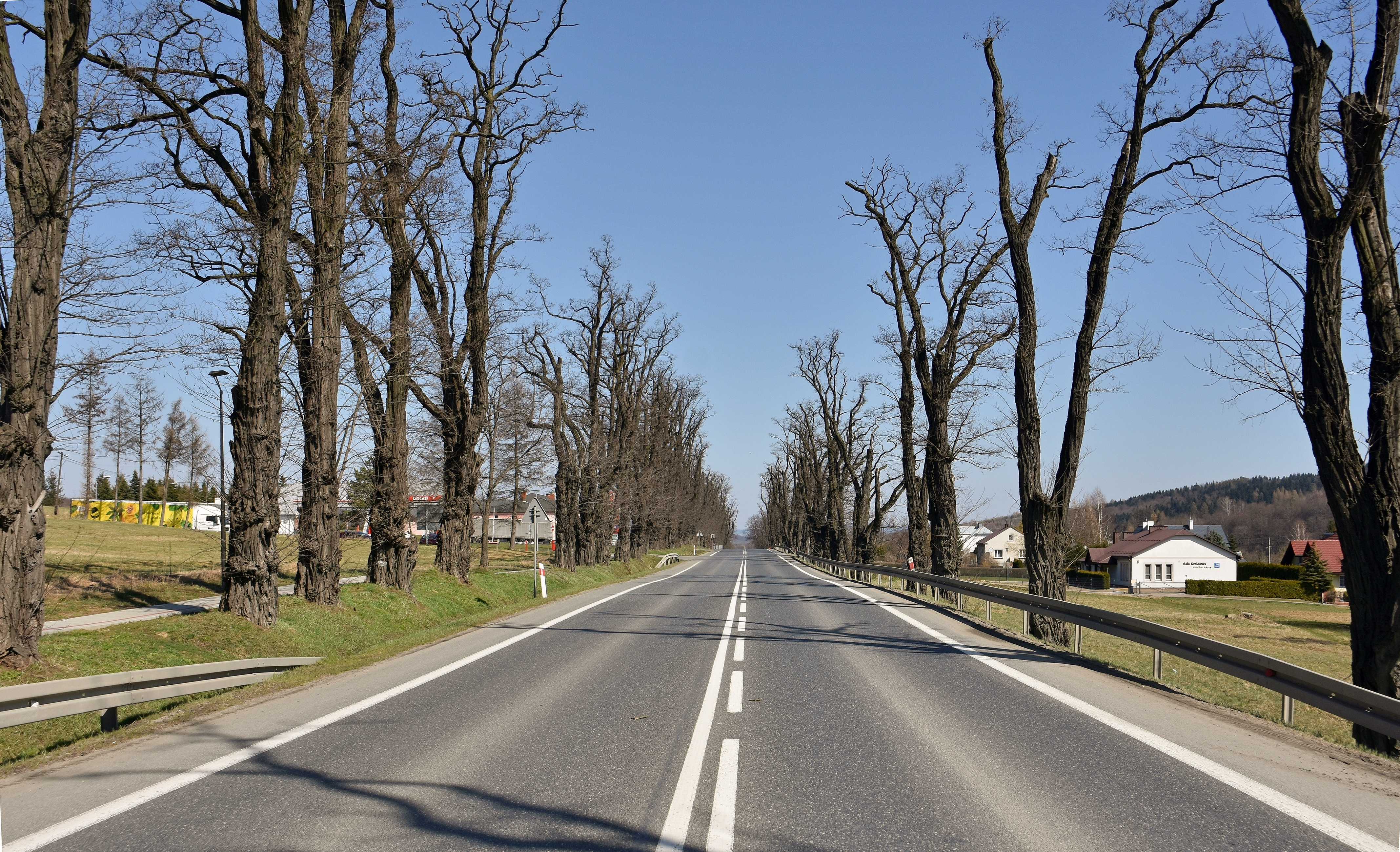
Aleja robinii akacjowej w Dukli

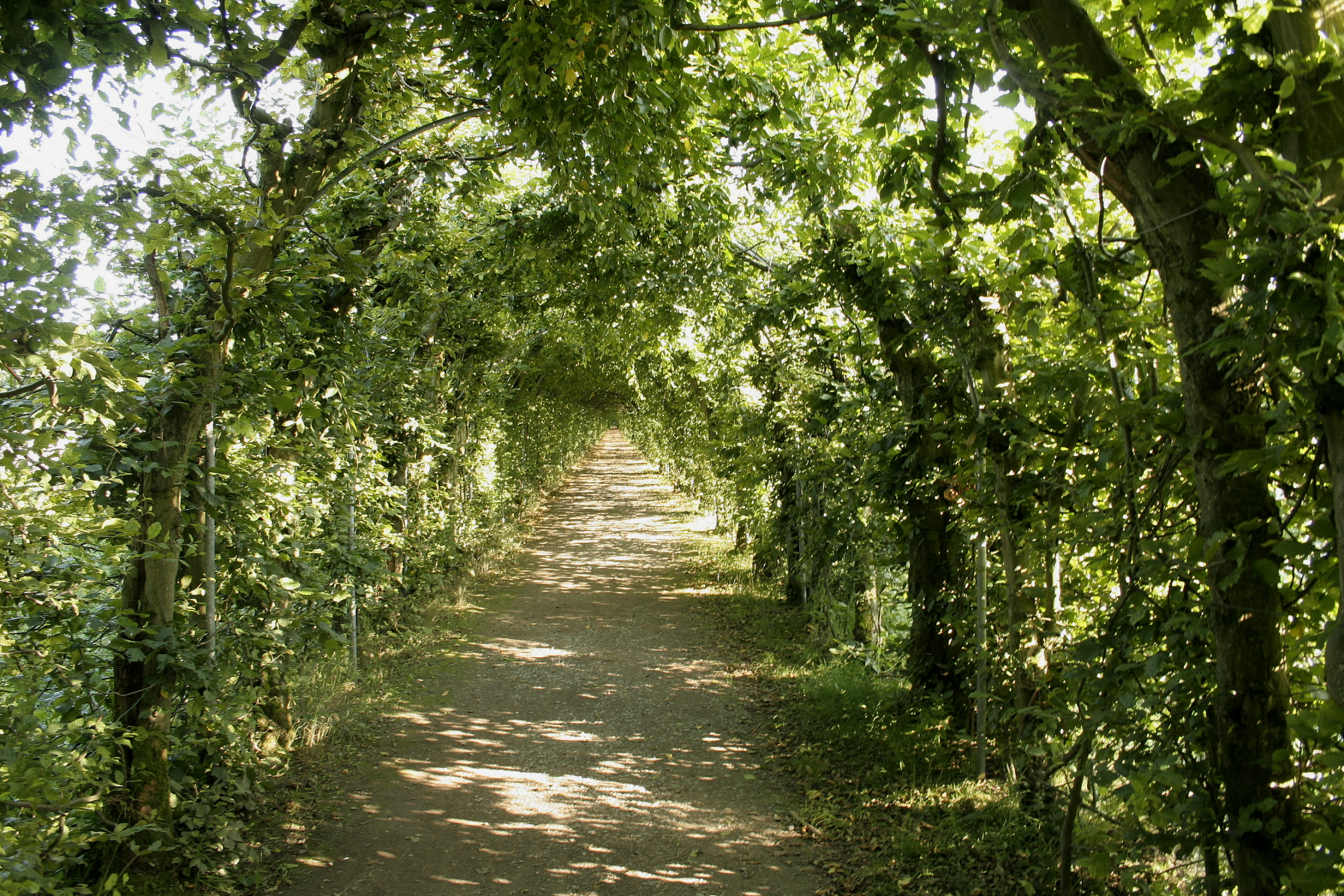
Aleja grabowa

Szpaler – jednorzędowe nasadzenie drzew, których korony, dzięki odpowiednim zabiegom pielęgnacyjnym, tworzą zwartą ścianę zieleni. Podobnie jak żywopłot szpaler jest jedną z podstawowych form nasadzeń parkowych. Szpalerowi zwykle pozostawia się swobodę wzrostu wzwyż natomiast przycina się gałęzie zewnętrzne, wzdłuż linii sadzenia tworząc „zielony płot – zasłonę”. Dwa równoległe do siebie szpalery tworzą aleję. Odmienną definicję przedstawiono w Słowniku Języka Polskiego PWN, zgodnie z którą szpaler to dwa szeregi drzew lub krzewów tworzące aleję. Zgodnie z tą definicją, aby można było mówić o szpalerze, konieczne są nasadzenia dwurzędowe, przy czym mogą one obejmować zarówno drzewa, jak i krzewy. Forma szpalerowa jest również nieodłącznie związana z aleją jako drogą z obustronnymi nasadzeniami drzew lub krzewów.
Szpaler najczęściej tworzą drzewa jednego gatunku posadzone w równych odstępach, zależnych od właściwości wzrostowych gatunku. Dodatkowo w przypadku zieleni miejskiej efekt „zielonej ściany” uzyskuje się przez przeprowadzanie regularnych cięć pielęgnacyjnych. W nasadzeniach szpalerowych stosuje się najczęściej drzewa liściaste takie jak: lipa drobnolistna, lipa szerokolistna, grab pospolity, kasztanowiec zwyczajny, klon jesionolistny, buk zwyczajny oraz różne gatunki topól. Rzadko natomiast spotykane są szpalery z drzew iglastych, gdyż są one mniej odporne na zatrucie środowiska. Głównie w XIX w. stosowano jodłę. Do rzadkości należą też piękne i efektowne szpalery dwupiętrowe, wymagające więcej pracy ogrodnika i zwiększonych nakładów finansowych na ich pielęgnację.

## Etymologia
Polskie słowo „szpaler” brzmi podobnie do niemieckiego słowa „Spalier”, które słownik Duden wywodzi od włoskiego „spalliera”, a pośrednio od „spalla". W języku angielskim istnieje podobnie brzmiące słowo „espalier”, które – według Słownika oksfordzkiego – weszło do języka angielskiego w XVII wieku, a wywodzi się również z włoskiego „spalliera”, od „spalla”.
Znaczenie i pochodzenie słowa „szpaler” podawane w źródłach wydawanych w języku polskim zmieniały się w czasie. Na przykład, w roku 1970 „szpaler” definiowano jako słowo pochodzące z języka włoskiego, oznaczające „szereg gęsto zasadzonych drzew lub krzewów, zwykle strzyżonych; także 2 takie szeregi, między którymi znajduje się przejście”. W roku 1987 definicję rozszerzono, uzupełniając informację o pochodzeniu („szpaler” pochodzi z języka włoskiego, ale trafiło do polskiego przez niemiecki) i zmieniając treść wyjaśnienia na „drzewa lub krzewy sadzone gęsto w szeregu, strzyżone (często ukształtowane geom. ściany z przejściami między nimi, popularne zwł. w ogrodach barok.) lub rosnące swobodnie" (nie podano liczby ścian). Natomiast w najbardziej współczesnej definicji (dostęp 2014), cytowanej wyżej,  doprecyzowano liczbę ścian na dwie, a w przedstawionych przykładach użycia położono nacisk na nieogrodnicze znaczenia słowa i pominięto jego obcojęzyczne pochodzenie. Brak jest komentarza w cytowanych źródłach, czy te zmiany wynikają z rozszerzającego się użycia słowa „szpaler” w przenośni i na ile to „przenośne” użycie jest zgodne ze oryginalnym znaczeniem włoskiego słowa, od którego „szpaler” pochodzi.

## Szpalery w parkach
W XVIII i XIX-wiecznych założeniach parkowych szpaler dawał cień w czasie spaceru, służył do przesłaniania nieciekawych widoków i otwierania nowych, atrakcyjnych po jego minięciu. Szpaler posadzony wzdłuż okręgu tworzył miejsce spokoju i zadumy, zwykle wzbogacone jakimś elementem małej architektury (ławka, altana). Przez cofnięcie kilku drzew (w stosunku do ścieżki) uzyskiwano miejsce do ustawienia ławek.

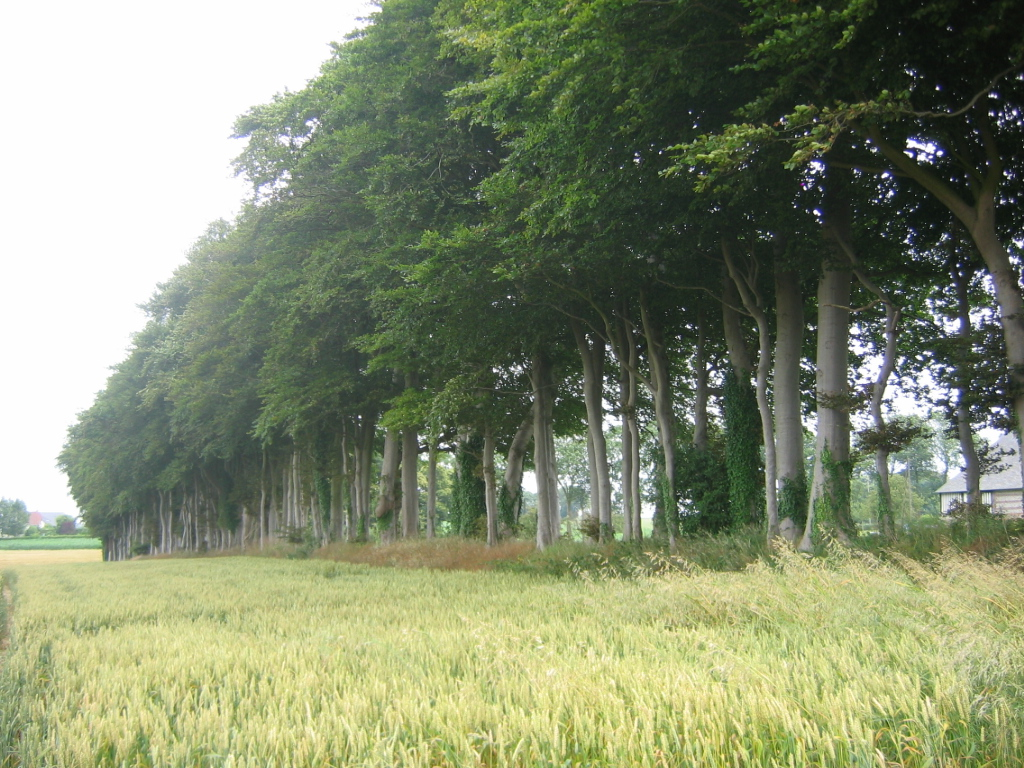
Bukowe zadrzewienie śródpolne

## Szpalery śródpolne i przydrożne
W XIX w. w Poznańskiem pojawił się pomysł nasadzeń śródpolnych, wkrótce przyjęty w całej Polsce, później zaniechany, lecz dzisiaj ponownie wracający do łask, ze względu na obecnie dostrzegane liczne oddziaływania pozytywne, takie jak np. poprawa mikroklimatu, zwiększenie bioróżnorodności oraz zmniejszenie liczebności szkodników. Podstawą śródpolnych nasadzeń są szpalery. Poprawiają stosunki wilgotnościowe, zatrzymują śnieg, wiatr, urozmaicają krajobraz, stanowią bazę pokarmową i lęgową ptaków, nietoperzy i innych pożytecznych organizmów (bzygów, os). Wiele z dawnych założeń w całości, lub jako pojedyncze drzewa to dzisiaj pomniki przyrody.
Szpalery z gęstym podszytem spełniają rolę ogrodzenia zapewniającego sporo dyskrecji, a odkąd motoryzacja stała się powszechna, chronią przed kurzem i hałasem. Dziś szczególnie chętnie sadzi się je wzdłuż dróg publicznych i granic zakładów przemysłowych gdzie, posadzone w kilku szeregach, pełnią funkcję pasów zieleni ochronnej.

## Ochrona i pielęgnacja
Szpalery nawet po wielu latach braku pielęgnacji zwykle nie tracą swojej funkcjonalności.
Gminy, które obecnie najczęściej są właścicielami parków podworskich mają obowiązek roztaczania nad nimi fachowej opieki. Mimo iż tereny te podlegają ochronie prawnej i wpisane są często do rejestru zabytków prowadzonego przez Wojewódzkiego Konserwatora Zabytków wiele parków podworskich i popałacowych wciąż ulega dewastacji i popada w zapomnienie.
Jeszcze gorsze efekty przynosi pseudofachowa opieka – sprowadza się ona do wycięcia wszystkich samosiejek (często znacznie starszych niż kupowane do uzupełnień szpaleru), wycięciu drzew uschniętych (z parku wynoszą się wiewiórki, kuny, nietoperze itp.), wycięciu drzew zdrowych w dokumentacji wykazanych jako uschnięte (zwłaszcza dębów z przeznaczeniem na klepkę) no i rozpoczęciu regularnego wykaszania powierzchni metodą miastową, tak jakby to był trawnik. W efekcie, cała skomplikowana biocenoza, jaka się wytworzyła przez lata, ginie. Większe wiatry naciskając na zupełnie teraz odsłonięte korony (dźwignia) wywracają kolejne drzewa w efekcie z gęstego parku angielskiego bardzo szybko pozostają nędzne resztki. Dlatego w zaniedbanych obiektach parkowych bardzo ważne jest rozsądne i perspektywiczne planowanie zadań rewaloryzacyjnych z uwzględnieniem kosztów i efektów jakie można uzyskać. Utrzymanie przyrody w ryzach wymaga ciągłej pracy i znacznych nakładów, a uzyskane efekty są zwykle gorsze niż pozostawienie jej w spokoju.